# براندان دوران
براندان دوران (بالإنجليزية: Brendan Doran)‏ هو متزلج قفز أمريكي، ولد في 17 مارس 1979 في لونغ بيتش في الولايات المتحدة.

## وصلات خارجية
- براندان دوران على موقع الاتحاد الدولي للتزلج (القفز التزلجي) (الإنجليزية)
- براندان دوران على موقع اللجنة الأولمبية الدولية (الإنجليزية)
- براندان دوران على موقع أوليمبيديا (الإنجليزية)